# Carrozzeria Baldassarre Fontana

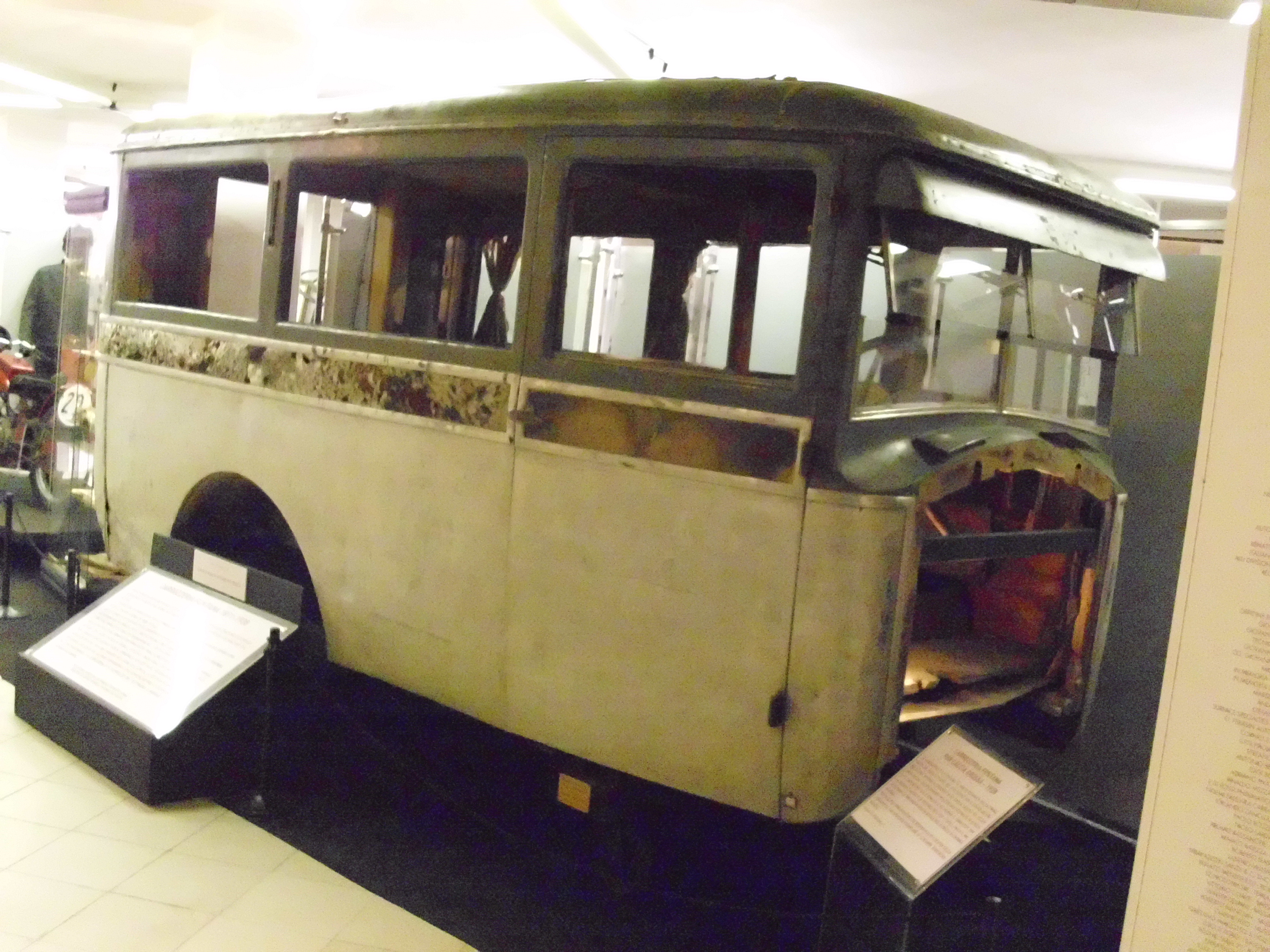
Aufsetzbarer, mittragender Kleinbus-Aufbau der Carrozzeria Baldassarre Fontana von 1928 (ohne Chassis, Motor und Front)

Carrozzeria Baldassarre Fontana, kurz Carrozzeria B. Fontana, Carrozzeria Fontana oder nur Fontana, ist ein ehemaliges italienisches Karosseriebauunternehmen aus Bassano del Grappa in der heutigen Provinz Vicenza in der Region Venetien. Bekannt ist es vor allem durch seine hochwertigen Karosserien auf Oberklasse-Chassis aus den 1920er-Jahren.

## Unternehmensgeschichte
Unternehmensgründer war Baldassarre Fontana, der in Bassano del Grappa in Venetien geboren wurde. Nachdem er im Risorgimento als Freiwilliger im Ersten Italienischen Unabhängigkeitskrieg (1848–1849) gekämpft hatte, erlernte er in der Lombardei den Karosseriebau (für Kutschen und Bahnen). Nach dem Dritten Italienischen Unabhängigkeitskrieg und dem Anschluss Venetiens an das Königreich Italien kehrte er nach Bassano del Grappa zurück und gründete 1871 einen eigenen Karosseriebaubetrieb. Dieser entwickelte sich schnell erfolgreich, zunächst auf lokaler Ebene, dann mit Kunden im gesamten Oberitalien.
Baldassarre Fontana hatte „zahlreiche“ Söhne; zu Beginn des 20. Jahrhunderts unterstützten ihn mehrere in seinem Betrieb, namentlich Giovanni Battista Fontana sowie seine Brüder Melchiorre und Domenico. Zu dieser Zeit erweiterten sie die Fertigung auf Kraftfahrzeugkarosserien, ehe Baldassarre Fontana 1908 starb und sodann die Söhne den Betrieb unter der bisherigen Firmierung fortführten. Mit dem Ende des Ersten Weltkriegs erlebte die neue Sparte einen starken Aufschwung: Speziell in der Region Venetien waren zahlreiche Militärfahrzeuge zurückgeblieben, die nun für zivile Zwecke umgerüstet werden konnten. Zeitgleich begannen die Brüder Fontana, sich zunehmend auf den Markt für Luxusfahrzeuge in Einzelanfertigung auszurichten. Zu diesem Zweck bereiste der Älteste, Giovanni Battista Fontana, mehrere Länder, um neue Fertigungstechniken kennenzulernen, und arbeitete zwei Jahre lang für das angesehenen Karosseriebauunternehmen Carrozzeria Italiana Cesare Sala in Mailand.
Zu dieser Zeit versuchte der Automobilhersteller OM aus Brescia, die Brüder Fontana dazu zu bewegen, eine größere Anzahl von OM-Chassis mit standardisierten Karosserien einzukleiden; die Brüder hielten jedoch an ihrer neuen Ausrichtung fest.
In den 1920er-Jahren stieg die Carrozzeria Baldassarre Fontana zu einem der angesehensten Karosseriebauunternehmen auf und gewann zahlreiche Auszeichnungen bei Concours d’Elegances, auch international: Größte Erfolge waren erste Preise beim Concours in Cannes 1925 mit einem Isotta Fraschini sowie 1926 und 1928 jeweils in Viareggio mit einem Alfa Romeo beziehungsweise einem weiteren Isotta Fraschini.
Im Jahr 1925 schloss B. Fontana einen Vertrag mit der Carrozzeria Alessio. Diese war der italienische Lizenznehmer zum Bau von leichten, geräuscharmen sowie damals als modisch geltenden Weymann-Karosserien und Fontana sicherte sich die Lizenz für die Region Venetien. 1928 war B. Fontana Lizenznehmer für weitere Spezial-Aufbauten.
Das Unternehmen wuchs weiter und bezog noch 1928 in Bassano del Grappa neue Räumlichkeiten in der Via Parolini. In zeitgenössischen Annoncen warb die Carrozzeria Baldassarre Fontana besonders mit der „Schönheit und Modernität der Linienführung“ sowie der „Eleganz und Finesse der Innenausstattung“. Um den neuen Betrieb besser auszulasten, gründete die Carrozzeria B. Fontana im Folgejahr eine neue Gesellschaft zusammen mit der ebenfalls in Bassano ansässigen Carrozzeria Pietroboni. Das neue Unternehmen firmierte als Fontana, Pietroboni & C. in der Rechtsform einer Società Anonima (SA) und nutzte für seine Karosserien fortan den Markennamen Fontana e Pietroboni.
Das neue Unternehmen bestand über zehn Jahre bis 1939 fort, als sich die Mitglieder der Familie Fontana entschieden, sich aus dem Karosseriebau zurückzuziehen. Pietro Pietroboni führte daraufhin den Betrieb allein weiter.
Eine Verbindung zu den Karosseriebaubetrieben Carrozzeria Paolo Fontana und Vorgängerunternehmen wie Carrozzeria (per Automobili) A. Fontana von dessen Vater Antonio (über mehrere Generationen von 1858 bis in die 1980er-Jahre), jeweils in Padua, ist ebenso wenig bekannt wie zu Fontana Pietro (seit 1956 in Calolziocorte).

## Details zu einzelnen Fahrzeugen

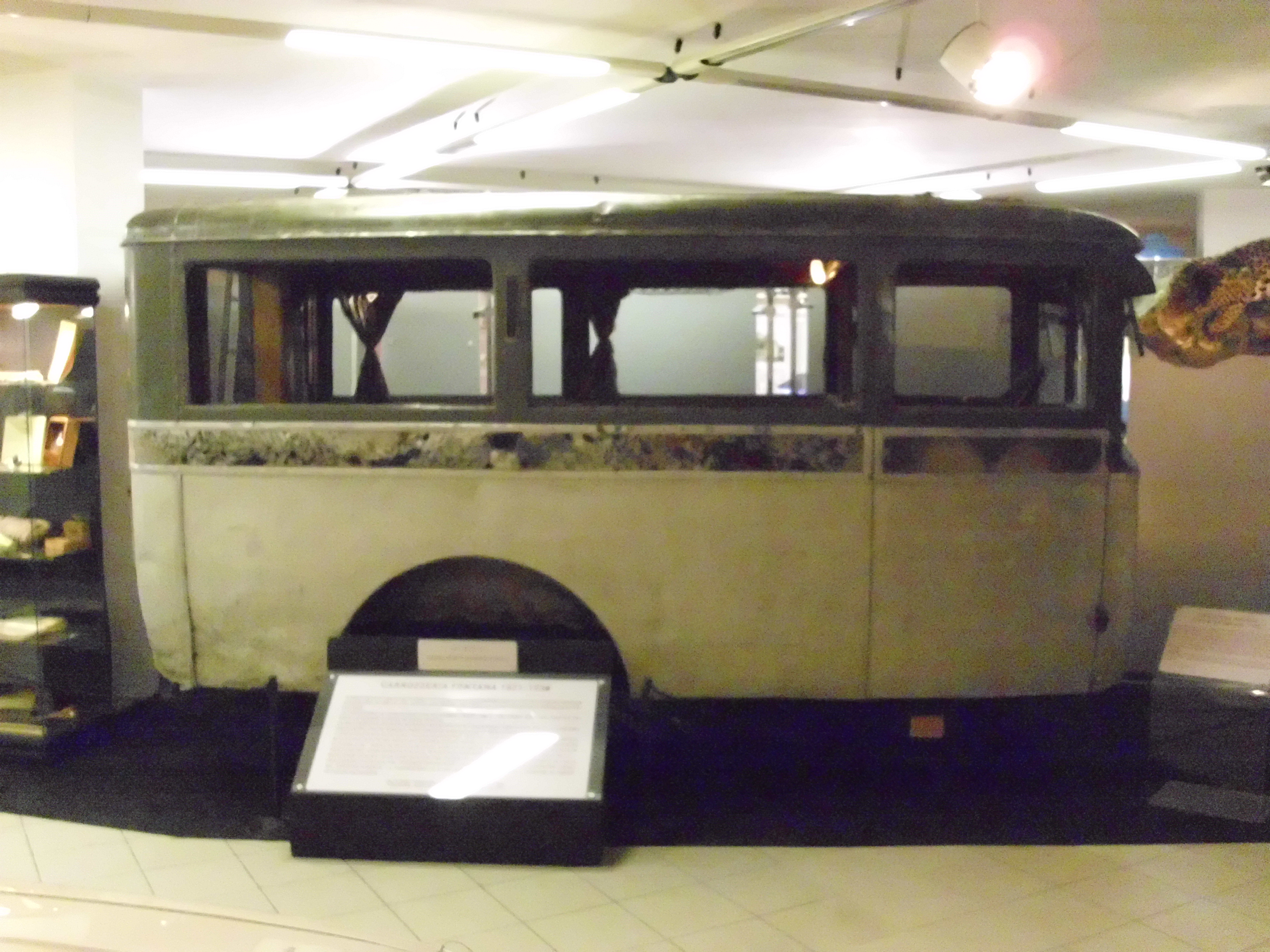
Seitenansicht desselben Kleinbus-Aufbaus, ausgestellt im Museo dell'Automobile „Bonfanti-Vimar“

Einige von der Carrozzeria Baldassarre Fontana eingekleidete Kraftfahrzeuge, primär Personenwagen, sind durch Fotografien näher dokumentiert, vereinzelt sind Karosserien erhalten:
- 1926 entstand ein Alfa Romeo RLSS mit einem „Berlina Smontabile“-Aufbau, eine viertürige Sechsfenster-Limousine mit sportlicher Linienführung. Ihre Türen waren jeweils separat an der B-Säule angeschlagen und ihr Dach konnte samt Seitenscheiben abgenommen werden, um das Fahrzeug als offenen Tourenwagen zu nutzen.[6]

- 1928 entstand ein Isotta Fraschini Tipo 8A mit einem eleganten Aufbau und langem Radstand als Zweifenster-Cabriolet mit zwei großen Türen und in Details US-amerikanisch anmutender Linienführung. Das Fahrzeug gewann in diesem Jahr den ersten Preis des Concours in Viareggio, was Fontana in bebilderten Anzeigen werbewirksam verbreitete.[7]

- Ein aufsetzbarer, mittragender Kleinbus-Aufbau der Carrozzeria Baldassare Fontana von 1928 ohne Chassis, Motor und Front ist im Museo dell'Automobile „Bonfanti-Vimar“ ausgestellt. Er entstand im Auftrag der Grafen Dolfin Boldù di Rosà aus der Provinz Vicenza. Er wurde ursprünglich auf ein Chassis des italienischen Automobilherstellers Ansaldo aufgesetzt und die Grafen nutzten ihn mehrere Jahre in der kenianischen Wildnis. Besonderheiten der Karosserie sind mit Büffel-Leder bezogene Sitze, äußere Zierleisten mit Einlagen aus demselben Material, Frischwassertanks sowie eingebaute Halterungen für Trinkflaschen und Schrotflinten. Die Grafen brachten das Fahrzeug anschließend nach Italien zurück, wo das Chassis nach dem Zweiten Weltkrieg mit einem neuen Lieferwagen-Aufbau eingesetzt wurde.[3]